# Eupsychellus staphylus
Eupsychellus staphylus är en fjärilsart som beskrevs av Hans Fruhstorfer 1919. Eupsychellus staphylus ingår i släktet Eupsychellus och familjen juvelvingar. Inga underarter finns listade i Catalogue of Life.